# Басакутена
Басакутена (итал. Bassacutena) је насеље у Италији у округу Сасари, региону Сардинија.
Према процени из 2011. у насељу је живело 409 становника. Насеље се налази на надморској висини од 68 м.